# Olimpik Donieck
Futbolnyj Kłub „Olimpik” Donieck (ukr. Футбольний клуб «Олімпік» Донецьк) – ukraiński klub piłkarski z siedzibą w Doniecku. Założony w roku 2001.
Występuje w rozgrywkach ukraińskiej Perszej-lihi.

## Historia
Chronologia nazw:
- 2001—...: Olimpik Donieck (ukr. «Олімпік» Донецьк)

Klub piłkarski Olimpik Donieck został założony w roku 2001 na bazie Funduszu rozwoju piłki nożnej w obwodzie donieckim.
Klub występował w rozgrywkach Mistrzostw obwodu donieckiego oraz Mistrzostw Ukrainy spośród zespołów amatorskich.
W 2004 roku zgłosił się do rozgrywek w Drugiej Lidze i otrzymał status profesjonalny.
Od sezonu 2004/05 występował w Drugiej Lidze. Po zakończeniu sezonu 2010/11 awansował do Pierwszej Lihi.
W lipcu 2021 prezes Władysław Helzin ogłosił, że klub w sezonie 2021/22 wycofuje się ze wszystkich rozgrywek i zawiesza działalność. 

## Sukcesy
- mistrz grupy B w Drugiej Lidze (1 x):

2010/11

## Piłkarze

### Obecny skład
Stan na 3.01.2020:
| Nr | Poz. | Piłkarz                  |
| -- | ---- | ------------------------ |
| 1  | BR   | Wołodymyr Krynski        |
| 4  | OB   | Dmytro Hryszko (kapitan) |
| 7  | PO   | Witalij Bałaszow         |
| 8  | NA   | Shahab Zahedi            |
| 9  | NA   | Taras Zawijski           |
| 11 | PO   | Pawło Ksionz             |
| 12 | BR   | Betim Halimi             |
| 13 | OB   | Iwan Zot´ko              |
| 14 | PO   | Luiz Fernando            |
| 16 | OB   | Pawło Łukjanczuk         |
| 19 | PO   | Maxime Do Couto Teixeira |
| 20 | PO   | Temur Czogadze           |
| 21 | PO   | Andrij Krawczuk          |

| Nr | Poz. | Piłkarz                                        |
| -- | ---- | ---------------------------------------------- |
| 25 | NA   | Matar Dieye                                    |
| 29 | PO   | Mykyta Krawczenko (wypożyczony z Dynama Kijów) |
| 31 | PO   | Demir Imeri                                    |
| 35 | BR   | Andrij Czekotun                                |
| 42 | PO   | Jewhenij Pasicz                                |
| 44 | PO   | Jewhenij Cymbaluk                              |
| 70 | PO   | Fabinho                                        |
| 74 | OB   | Ihor Snurnicyn                                 |
| 77 | PO   | Dramane Salou                                  |
| 89 | PO   | Serhij Polityło                                |
| 99 | NA   | Geoffrey Chinedu                               |
|    | PO   | Władysław Szaraj                               |

### Piłkarze na wypożyczeniu
| Nr | Poz. | Piłkarz                                                |
| -- | ---- | ------------------------------------------------------ |
|    | PO   | Arziman Rizvanov (wypożyczony do Awanhardu Kramatorsk) |

| Nr | Poz. | Piłkarz |
| -- | ---- | ------- |

## Trenerzy
...
- 2004–15.04.2005:  Jurij Karmeluk
- 15.04.2005–8.09.2012:  Ihor Petrow
- 8.09.2012–17.04.2013:  Roman Pyłypczuk
- 17.04.2013–31.05.2013:  Roman Sanżar (p.o.)
- 01.06.2013–03.10.2018:  Roman Sanżar
- 03.10.2018–17.04.2019:  Wjaczesław Szewczuk
- od 17.04.2019–01.07.2019:  Ihor Kłymowski (p.o.)
- 01.07.2019–19.08.2019:  Júlio César
- 19.08.2019–02.09.2019:  Ihor Kłymowski (p.o.)
- od 03.09.2019:  Vicente Gómez

## Europejskie puchary
Legenda do wszystkich tabel:
- Q – runda eliminacyjna, 1/16, 1/8, 1/4, 1/2 – odpowiednia faza rozgrywek, Grupa – runda grupowa, 1r gr – pierwsza runda grupowa, 2r gr – druga runda grupowa, F – finał, R – runda, PO – play-off
- k. – rzuty karne, los. – losowanie, Dogr. – dogrywka, w. – zasada bramek strzelonych na wyjeździe

| Sezon   | Rozgrywki   | Runda | Klub    | Dom | Wyjazd | Ogólnie |
| ------- | ----------- | ----- | ------- | --- | ------ | ------- |
| 2017/18 | Liga Europy | 3Q    | PAOK FC | 1–1 | 0–2    | 1–3     |

## Inne
- Metałurh Donieck
- Szachtar Donieck
- Tytan Donieck